# Grand Prix automobile de Bahreïn
Le Grand Prix automobile de Bahreïn est une épreuve comptant pour le championnat du monde de Formule 1. Elle a eu lieu pour la première fois le 4 avril 2004 sur le circuit international de Sakhir.
Ce Grand Prix, sponsorisé par la société aérienne Gulf Air, entre dans l'histoire en devenant le premier Grand Prix de Formule 1 se déroulant au Moyen-Orient. Comme la vente d'alcool est interdite dans le pays, lors de la cérémonie du podium, les pilotes victorieux s'aspergent avec une boisson pétillante non alcoolisée.
En 2010, le circuit qui accueille la manche inaugurale de Formule 1 n’est plus le même que lors des éditions précédentes : la course se déroule sur le grand développement initialement réservé aux épreuves d’endurance. Une section supplémentaire fait passer le développement de 5,411 à 6,299 km. Cette portion de 888 mètres se situe entre les anciens virages no 4 et no 5 et comporte 9 virages supplémentaires. Le 16 août 2010, la direction du circuit de Sakhir annonce cependant un retour au tracé original de 5,411 km dès 2011.
Cependant, en 2011, à la suite de l'instabilité politique et sociale du pays, les instances dirigeantes ont été contraintes d'annuler le Grand Prix au mois de mars, avant de demander son déplacement au mois d'octobre. La réintroduction de l'épreuve au calendrier suscite le mécontentement de nombreux pilotes et dirigeants d'écuries ne voyant pas d'un bon œil l'organisation d'un Grand Prix dans un pays en proie à une crise politique. En réaction, Jean Todt, président de la FIA et Bernie Ecclestone envisagent alors d'annuler l'épreuve. Finalement, le 10 juin, les organisateurs du Grand Prix de Bahreïn annoncent qu'ils renoncent à organiser l'épreuve.
En novembre 2013, les organisateurs annoncent que l'édition 2014 se tiendra de nuit ; le système d'éclairage est testé lors des 6 Heures de Bahreïn 2013 du Championnat du monde d'endurance FIA 2013. En février 2022, l'organisation du Grand Prix a été prolongée jusqu'en 2036.

## Faits marquants
- GP de Bahreïn 2004 : première édition du Grand Prix remportée par Michael Schumacher.
- GP de Bahreïn 2006 : le Grand Prix ouvre le championnat du monde 2006. En réalisant sa 65e pole position, Michael Schumacher égale le record d'Ayrton Senna. En course, l'Allemand termine second derrière Fernando Alonso tandis que Kimi Räikkönen, parti en dernière position, finit troisième.
- GP de Bahreïn 2009 : avec ses pilotes Jarno Trulli et Timo Glock en première ligne, l'écurie Panasonic Toyota Racing espérait remporter sa première victoire en Formule 1 ; les monoplaces japonaises sont battues par Jenson Button qui remporte sa troisième victoire en quatre courses.
- GP de Bahreïn 2010 : lors de la seule édition sur le circuit rallongé à 6,299 km, Fernando Alonso s'impose pour sa première course chez Ferrari. La course voit également les retours à la compétition de Felipe Massa, remis de son accident en Hongrie et de Michael Schumacher, sorti de sa retraite pour courir chez Mercedes. Ils finissent tous deux derrière leurs coéquipiers, Massa à la seconde place tandis que Schumacher termine sixième.
- GP de Bahreïn 2013 : Sebastian Vettel, Kimi Räikkönen et Romain Grosjean réalisent le même podium que lors de l'édition 2012.
- GP de Bahreïn 2014 : pour les dix ans du Grand Prix, la course est disputée pour la première fois de nuit. Lewis Hamilton et Nico Rosberg dominent et le Britannique s'impose après un duel acharné avec son coéquipier. La course est marquée par l'accident d'Esteban Gutiérrez, parti en tonneau après avoir été percuté par Pastor Maldonado.
- GP de Bahreïn 2016 : parti en pole position, Lewis Hamilton manque son départ et est percuté au premier virage par Valtteri Bottas. Nico Rosberg remporte sa deuxième victoire de la saison, sa cinquième consécutive depuis la fin du championnat du monde 2015.
- GP de Bahreïn 2018 : pour son 200e Grand Prix, Sebastian Vettel, auteur de la pole position, remporte la course. Son coéquipier Kimi Räikkönen abandonne dans les stands après avoir été relâché hâtivement lors de son changement de pneumatiques, provoquant une blessure d'un de ses mécaniciens.
- GP de Bahreïn 2019 : pour son second Grand Prix chez Ferrari, Charles Leclerc obtient sa première pole position. En tête après 47 tours, il connaît un problème mécanique qui lui fait perdre la victoire, au profit de Lewis Hamilton. Leclerc, troisième grâce à l'intervention de la voiture de sécurité, monte sur son premier podium en Formule 1.
- GP de Bahreïn 2020 : cette édition, disputée en fin de saison à cause de la pandémie de Covid-19, est marquée par le violent accident de Romain Grosjean, peu après le départ. Après une touchette avec l'AlphaTauri de Daniil Kvyat, la Haas du pilote français tape violemment un rail de sécurité, provoquant sa dislocation et son embrasement. Alors qu'un drapeau rouge interrompt aussitôt la course, Grosjean s'extrait de sa monoplace en flammes et s'en tire avec des brûlures aux mains. Quelques minutes après le second départ, Kvyat, en voulant dépasser Lance Stroll, l'envoie sur le toit.
- GP de Bahreïn 2021 : pour la première manche du championnat 2021, Max Verstappen signe la pole position devant Lewis Hamilton et prend un départ canon. Il est sur une différente stratégie que Mercedes et effectue un arrêt de plus ce qui l'amènera à rattraper Lewis Hamilton aux derniers tours, mais à cause d'un dépassement hors piste, il rend la position et n'est plus capable de ré-attaquer. Le septuple champion du monde s'impose malgré l'infériorité de sa monoplace ce jour-là.
- GP de Bahreïn 2022 : Bahreïn accueille la nouvelle réglementation de la Formule 1. Charles Leclerc, réalise le premier hat trick de sa carrière en Formule 1 tandis que Carlos Sainz Jr. permet à Ferrari d'obtenir son premier doublé depuis le Grand Prix de Singapour 2019. Les pilotes Red Bull, en deuxième et quatrième position, abandonnent à quelques tours du but.

## Palmarès

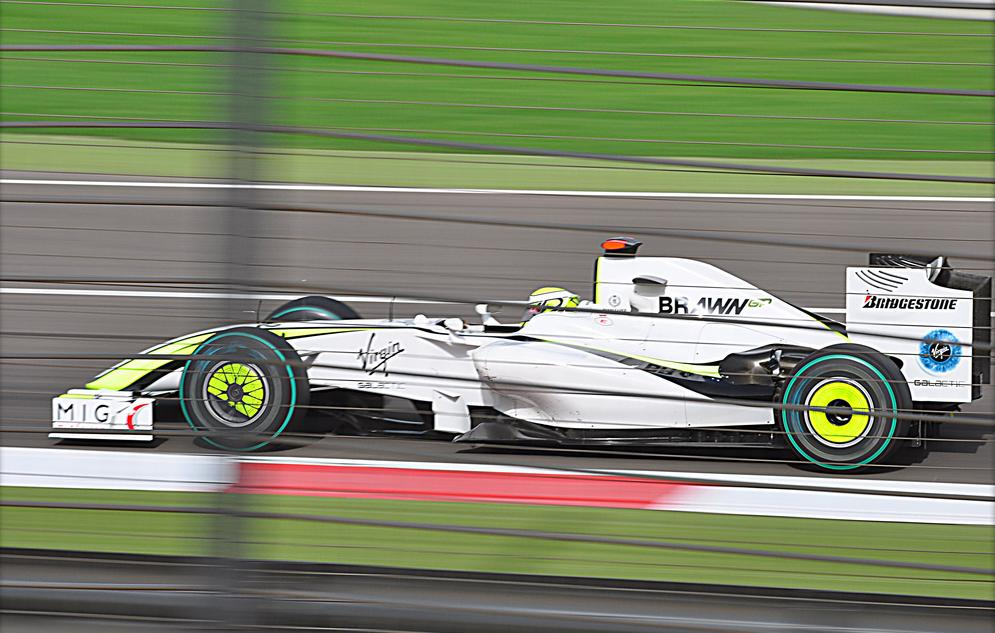
Jenson Button obtient, à Bahreïn, sa troisième victoire de la saison 2009.

Tracé du circuit utilisé en 2010.

| Année | Vainqueur          | Écurie              | Circuit   | Résultats |
| ----- | ------------------ | ------------------- | --------- | --------- |
| 2004  | Michael Schumacher | Ferrari             | Sakhir    | Résultats |
| 2005  | Fernando Alonso    | Renault             | Sakhir    | Résultats |
| 2006  | Fernando Alonso    | Renault             | Sakhir    | Résultats |
| 2007  | Felipe Massa       | Ferrari             | Sakhir    | Résultats |
| 2008  | Felipe Massa       | Ferrari             | Sakhir    | Résultats |
| 2009  | Jenson Button      | Brawn-Mercedes      | Sakhir    | Résultats |
| 2010  | Fernando Alonso    | Ferrari             | Sakhir    | Résultats |
| 2011  | Non couru          | Non couru           | Non couru | Non couru |
| 2012  | Sebastian Vettel   | Red Bull-Renault    | Sakhir    | Résultats |
| 2013  | Sebastian Vettel   | Red Bull-Renault    | Sakhir    | Résultats |
| 2014  | Lewis Hamilton     | Mercedes            | Sakhir    | Résultats |
| 2015  | Lewis Hamilton     | Mercedes            | Sakhir    | Résultats |
| 2016  | Nico Rosberg       | Mercedes            | Sakhir    | Résultats |
| 2017  | Sebastian Vettel   | Ferrari             | Sakhir    | Résultats |
| 2018  | Sebastian Vettel   | Ferrari             | Sakhir    | Résultats |
| 2019  | Lewis Hamilton     | Mercedes            | Sakhir    | Résultats |
| 2020  | Lewis Hamilton     | Mercedes            | Sakhir    | Résultats |
| 2021  | Lewis Hamilton     | Mercedes            | Sakhir    | Résultats |
| 2022  | Charles Leclerc    | Ferrari             | Sakhir    | Résultats |
| 2023  | Max Verstappen     | Red Bull-Honda RBPT | Sakhir    | Résultats |
| 2024  | Max Verstappen     | Red Bull-Honda RBPT | Sakhir    | Résultats |
| 2025  | Oscar Piastri      | McLaren-Mercedes    | Sakhir    | Résultats |

### Classement des pilotes par nombre de victoires
| Nombre de victoires | Pilote             | Années                             |
| ------------------- | ------------------ | ---------------------------------- |
| 5 victoires         | Lewis Hamilton     | - 2014 - 2015 - 2019 - 2020 - 2021 |
| 4 victoires         | Sebastian Vettel   | - 2012 - 2013 - 2017 - 2018        |
| 3 victoires         | Fernando Alonso    | - 2005 - 2006 - 2010               |
| 2 victoires         | Felipe Massa       | - 2007 - 2008                      |
| 2 victoires         | Max Verstappen     | - 2023 - 2024                      |
| 1 victoire          | Michael Schumacher | 2004                               |
| 1 victoire          | Jenson Button      | 2009                               |
| 1 victoire          | Nico Rosberg       | 2016                               |
| 1 victoire          | Charles Leclerc    | 2022                               |
| 1 victoire          | Oscar Piastri      | 2025                               |

| Pos. | Nation      | Victoires |
| ---- | ----------- | --------- |
| 1er  | Royaume-Uni | 6         |
| 1er  | Allemagne   | 6         |
| 3e   | Espagne     | 3         |
| 4e   | Brésil      | 2         |
| 4e   | Pays-Bas    | 2         |
| 5e   | Monaco      | 1         |
| 5e   | Australie   | 1         |

### Classement des écuries par nombre de victoires
| Nombre de victoires | Ecurie           | Années                                           |
| ------------------- | ---------------- | ------------------------------------------------ |
| 7 victoires         | Ferrari          | - 2004 - 2007 - 2008 - 2010 - 2017 - 2018 - 2022 |
| 6 victoires         | Mercedes         | - 2014 - 2015 - 2016 - 2019 - 2020 - 2021        |
| 4 victoires         | Red Bull Racing  | - 2012 - 2013 - 2023 - 2024                      |
| 2 victoires         | Renault          | - 2005 - 2006                                    |
| 1 victoire          | Brawn GP         | 2009                                             |
| 1 victoire          | McLaren-Mercedes | 2025                                             |

| Pos. | Nation      | Victoires |
| ---- | ----------- | --------- |
| 1er  | Italie      | 7         |
| 2e   | Allemagne   | 6         |
| 3e   | Autriche    | 4         |
| 4e   | France      | 2         |
| 4e   | Royaume-Uni | 2         |

## Record de la piste
- circuit long : Lewis Hamilton : 1 min 27 s 264 (2020, Mercedes)
- circuit court : Valtteri Bottas : 53 sec 377 (2020, Mercedes)